# ウクライナ内務省
ウクライナ内務省（ウクライナないむしょう、ウクライナ語: Міністерство внутрішніх справ; 略称: МВС）とは、ウクライナの内政を管掌する機関。ソ連内務省時代の制度に従い、ウクライナ国家親衛隊などの軍事組織を有する。

## 主要下部組織
ウクライナ内務省は、以下の主要な国家機関を傘下に収める。
- ウクライナ国家警察
  - 特殊任務巡回警察
  -  KORD
- ウクライナ国家親衛隊
- ウクライナ国家国境庁
  -  ウクライナ海上警備隊（ウクライナ語版、英語版）
- ウクライナ国家非常事態庁
- ウクライナ移民庁（ウクライナ語版、英語版）

## 機構
内務相
- 内務省会議
- 内務相事務局
- 市民連絡部

内務第一次官
内務次官/参謀総長
- 参謀本部（部級）
- 文書保障・体制部
- 国際関係局
- 他機関連絡部

内務次官/刑事民警部長
- 組織犯罪対策総局
- 刑事捜索部
- 国家経済犯罪対策庁部
- 麻薬不法流通対策部
- 未成年者事件刑事民警部
- 人身売買関係犯罪対策部
- インターポール国家中央局事務局
- 畜犬局（課級）

内務次官/公安民警部長
- 公安部
- 国家自動車検査局部
- 国内軍総局
- 国家市民権・移民・自然人登録部

内務次官/取調総局長
- 取調総局
- 捜査組織局
- 国家科学研究・刑事鑑定センター

人事業務・内査担当内務次官
- 人事業務部
- 内査部

内務次官
- 財政資源・経済部
- 医療保障・リハビリ部
- 資源保障部
- 運営部
- 資本建築・投資部
- 警備業国家監督課

附属機関
- 情報技術部
- 捜査勤務部
- 捜査技術措置部
- 国家警護庁部
- 動物検疫措置実施獣医民警局
- 通信局
- 消防局（課級）